# Aiko
Aiko ist sowohl ein deutscher männlicher Vorname als auch ein japanischer weiblicher Vorname.

## Herkunft und Bedeutung des Namens
In Deutschland kommt der Name hauptsächlich in Norddeutschland als Variante des dort verbreiteten Namens Eike vor und leitet sich darüber vom althochdeutschen „Ekka“ (für „Spitze“, „Klinge“) oder „Schwert“, bzw. dem germanischen „agjō-“ („Schwert“) ab.
In Japan ist die Bedeutung des Namens nicht eindeutig, da verschiedene Kanji-Schreibweisen verwendet werden, die unterschiedliche Bedeutung haben. Der zweite Teil des Namens (-ko) ist ein verbreiteter Namensbestandteil weiblicher japanischer Vornamen.

## Namensträger
Deutschland:
- Aiko Onken (* 1977), Autor[5]

Japan:
- Prinzessin Aiko (敬宮 愛子, Toshi no miya Aiko) (* 2001), einziges Kind des Kaiserpaares Naruhito und Masako von Japan
- Aiko Miyamura (* 1971), japanische Badmintonspielerin
- Aiko Nakamura (* 1983), japanische Tennisspielerin
- Aiko Uemura (* 1979), Teilnehmerin der Olympischen Winterspiele 2002, Freistil
- Aiko Tanaka (* 1979), japanisches Model
- Aiko Yanai (* 1975), japanische Sängerin mit dem Künstlernamen aiko

Tschechien:
- Aiko (Sängerin) (* 1999), tschechische Sängerin